# Modicogryllus ornatus
Modicogryllus ornatus är en insektsart som först beskrevs av Tokuichi Shiraki 1911.  Modicogryllus ornatus ingår i släktet Modicogryllus och familjen syrsor.

## Underarter
Arten delas in i följande underarter:
- M. o. ornatus
- M. o. caudatus